# Institut culturel roumain
L’Institut culturel roumain (en roumain : Institutul Cultural Român, abrégé ICR) est une institution qui promeut la culture et la civilisation roumaine en Roumanie et à l’étranger. L’ICR a été créé par la réorganisation de la Fondation culturelle roumaine et des Éditions de la Fondation culturelle roumaine.

## Activités
Le président de l'Institut culturel roumain est[Depuis quand ?] Liliana Țuroiu[réf. souhaitée].
Pour la période 2005-2008, l'ICR envisage de travailler sur de projets et va organiser des concours publics, où ces projets seront évalués par des commissions indépendantes. 
Une priorité pour l’Institut culturel roumain concerne les communautés de locuteurs roumanophones des pays voisins de la Roumanie. Depuis 1992, l’ICR organise des cours d’été à l’intention des enseignants du roumain dans ces pays-là. 
En tant que filiale de l’Institut culturel roumain, le Centre d’études transylvaines de Cluj-Napoca concentre son activité sur la problématique de la Transylvanie.
L'ICR subit une grave crise politique à l'été 2012 avec l'arrivée au pouvoir de Victor Ponta. Le nouveau gouvernement de cohabitation souhaite récupérer le pouvoir sur les programmes de l'ICR (qui est sous l’autorité du président de la Roumanie, opposant au Premier ministre Ponta) et réduire drastiquement son budget. La majeure partie de l'état major de l'ICR quitte l'Institut (dont son président Horia-Roman Patapievici) et c'est Andrei Marga qui est nommé par la majorité,.

## Centres culturels
L'Institut culturel roumain administre 16 centres culturels roumains situés au-dehors de la Roumanie :
- Berlin (Allemagne)
- Bruxelles (Belgique)
- Budapest (Hongrie)
- Istanbul (Turquie)
- Lisbonne (Portugal)
- Londres (Royaume-Uni)
- Madrid (Espagne)
- New York (États-Unis d’Amérique)
- Paris (France), 1 rue de l'Exposition
- Prague (République tchèque)
- Rome (Italie)
- Stockholm (Suède)
- Tel Aviv-Jaffa (Israël)
- Varsovie (Pologne)
- Venise (Italie)
- Vienne (Autriche)